# ایگل نست (نیومکزیکو)
ایگل نست (به انگلیسی: Eagle Nest) یک روستا (ایالات متحده آمریکا) در ایالات متحده آمریکا است که در شهرستان کالفکس، نیومکزیکو واقع شده‌است.
 ایگل نست ۱۳٫۵۵ کیلومتر مربع مساحت و ۲۹۰ نفر جمعیت دارد و ۲٬۵۱۱ متر بالاتر از سطح دریا واقع شده‌است.